# Chrostosoma mysia
Chrostosoma mysia là một loài bướm đêm thuộc phân họ Arctiinae, họ Erebidae.